# Milan Kunc
Pour les articles homonymes, voir Kunc.
Milan Kunc, né le 27 novembre 1944 à Prague (protectorat de Bohême-Moravie), est un artiste peintre tchécoslovaque.
Il s'est fait connaître pour son travail vers 1982 lors de la montée en puissance des Nieuwe Wilden (Nouveaux Fauves). 

## Biographie
Milan Kunc étudie à l'Académie des arts de Prague de 1964 à 1967. En 1969, il émigre en Allemagne et étudie, de 1970 à 1975, à l'Académie des beaux-arts de Düsseldorf avec Manfred Sieler, Joseph Beuys et Gerhard Richter. Avec Peter Angermann et Jan Knap, il fonde en 1979 le groupe Normal.

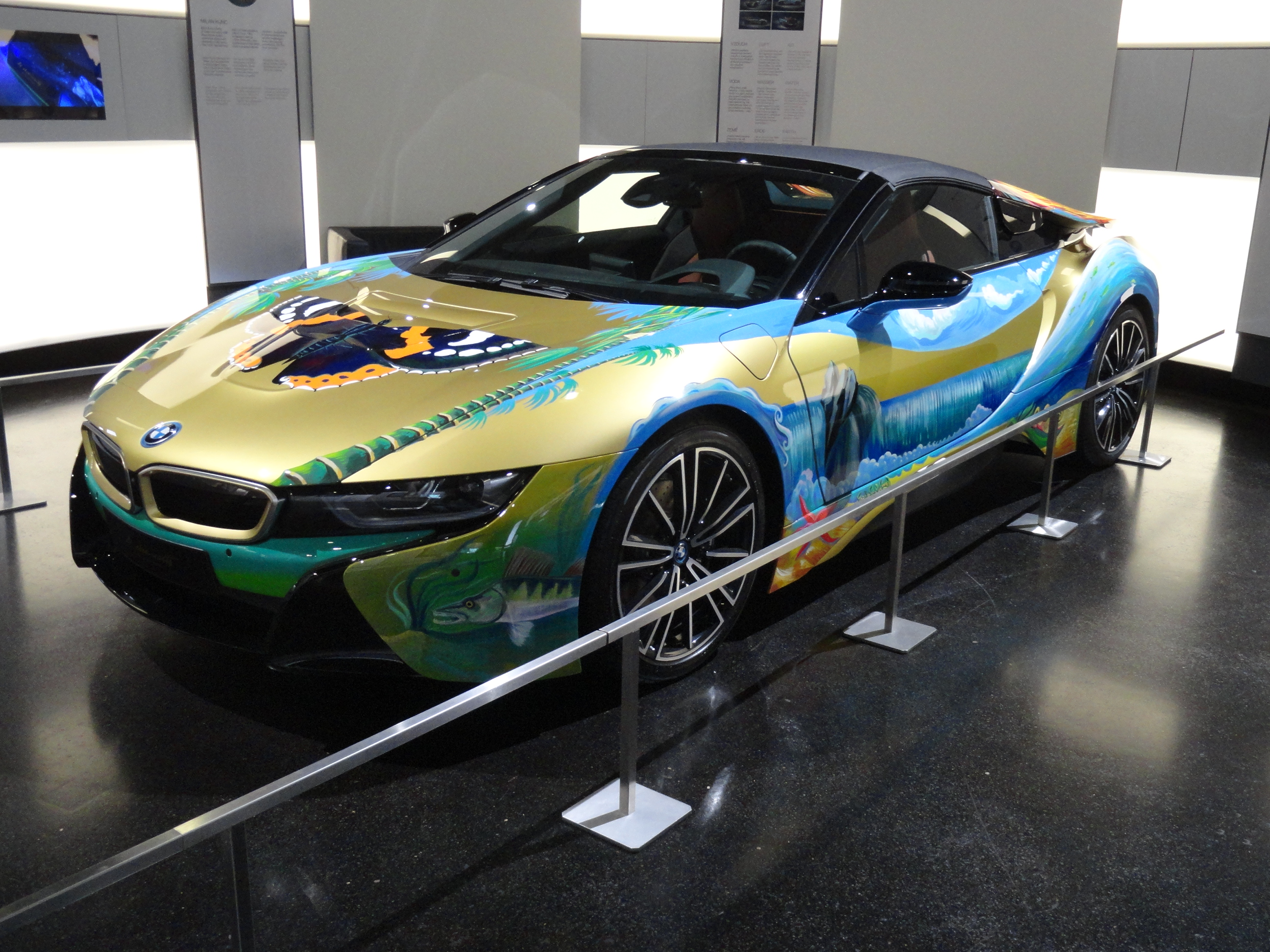
La BMW i8 Art Car par Milan Kunc, musée BMW.

En plus de sa peinture, Kunc crée des sculptures, des œuvres photographiques et organise des performances et des actions de rue à Wuppertal. À partir de 1980, il met en œuvre le programme artistique International Folklore, un art généralement compréhensible pour le peuple.
Kunc a vécu à Cologne, Rome, New York et La Haye et retourne à Prague en 2004.
En 2019, il conçoit une BMW i8 sur le thème des enjeux environnementaux pressants de notre temps. Bien que n'étant pas une BMW Art car officielle, elle est exposée au musée BMW et sera finalement vendue aux enchères au profit du projet The Ocean Cleanup.

## Expositions (sélection)
- 1982 : Kunsthalle de Düsseldorf
- 1984 : « Von hier aus – Zwei Monate neue deutsche Kunst » in Düsseldorf
- 1984 : Groninger museum, Groningue
- 1992 : Belvédère de la reine Anne, Prague
- 2003 : Große Kunstausstellung NRW, Museum Kunstpalast, Düsseldorf
- 2003 : Deichtorhallen, Hambourg
- 2003 : David Zwirner, New York
- 2005 : Prague Biennale, Prague
- 2006 : Galerie Caesar[3], Olomouc
- 2007 : The Brno House of Art, Brno
- 2021 : Galerie Loeve&Co, Paris
- 2023 : Galerie Loeve&Co, Paris